# Ironclad
Ironclad är en långfilm från 2011 som bygger på historiska händelser i England år 1215, i början av det första baronkriget. Baron William d'Aubigny och filmens huvudperson tempelriddaren Thomas Marshall leder en liten grupp riddare som ska stoppa kung Johan av Englands härjningar efter undertecknandet av Magna Charta. Detta gör de genom att inta borgen Rochester Castle i väntan på förstärkningar från Frankrike. Där de blir belägrade av kung Johan och hans armé. Filmen regisserades av Jonathan English och har James Purefoy, Brian Cox och Paul Giamatti i rollerna. Ironclad spelades in i Wales 2009 med en budget på 25 miljoner dollar.

## Rollista
- James Purefoy – Thomas Marshall
- Brian Cox – William d'Aubigny
- Kate Mara – Lady Isabel
- Derek Jacobi – Reginald de Cornhill
- Paul Giamatti – Johan av England
- Charles Dance – Stephen Langton, Ärkebiskop av Canterbury
- Jason Flemyng – Becket
- Jamie Foreman – Jedediah Coteral
- Mackenzie Crook – Marks
- Rhys Parry Jones –  Wulfstan
- Aneurin Barnard – Guy
- Vladimir Kulich – Tiberius
- David Melville – Baron Darnay
- Annabelle Apsion – Maddy
- Steffan Rhodri – Cooper
- Daniel O'Meara – Phipps
- Bree Condon – Agnes